# Marcel Zeeuw
Marcel Reginald Zeeuw (Paramaribo, 14 oktober 1953 – aldaar, 11 september 2015) was een Surinaams militair en een van de 16 plegers van de Sergeantencoup in Suriname van 25 februari 1980. In het proces tegen Desi Bouterse en 24 anderen vanaf 30 november 2007 stond hij terecht wegens betrokkenheid bij de executie van 15 opposanten van het Militair Gezag, de Decembermoorden.
In 1984 leidde hij in zijn functie als commandant van de militaire politie en werd hij gehoord door de VN-rapporteur Amos Wako die toen een bezoek bracht aan Paramaribo.
De naam van Zeeuw komt ook voor in een onderzoeksrapport van de Inter-Amerikaanse Commissie voor de Rechten van de Mens (IACHR) uit 1985. Deze zaak betrof de arrestatie van een groep van 9 personen eind 1983. De groep werd gemarteld en zonder vorm van proces 7 maanden vastgehouden; behalve Zeeuw was onder andere Paul Bhagwandas hierbij betrokken. Ten overstaan van de IACHR-commissie verklaarde Zeeuw dat detentie zonder proces onder de staat van beleg was toegestaan en dat de arrestanten niet waren gemarteld, maar zich hadden verzet tegen arrestatie.

## Loopbaan
Zeeuw werd opgeleid in Nederland. Na de Sergeantencoup werd hij hoofd van de Militaire Politie en meermalen bevorderd tot de uiteindelijke rang van luitenant-kolonel. In 1993, na het aftreden van Bouterse als legerbevelhebber, werd hij directeur van het kabinet van diens opvolger Arthy Gorré. In de tweede helft van de jaren negentig zette hij enkele commerciële ondernemingen op, waaronder de Miss-Surinameverkiezing.
Zeeuw werd door Justitie, zowel in Suriname als Nederland, meermalen in verband gebracht met handel in cocaïne in samenwerking met Desi Bouterse (zie ook drugs in Suriname). Zijn opsporingsbericht vermeldde: `De verdachte voornoemd wordt ervan verdacht zich schuldig te hebben gemaakt aan diefstal met geweldpleging, afpersing, oplichting, bedreiging en overtreding van de Opiumwet zoals respectievelijk omschreven in de artikelen 372, 377, 386, 345 van het Surinaams Wetboek van Strafrecht en de artikelen 3 en 4 van de Opiumwet.´ Een arrestatiepoging in maart 1993 mislukte, nadat hij zich met vrienden in zijn huis had verschanst. In juli 1994 werd hij samen met onder andere Dino Bouterse, de zoon van Desi Bouterse, opgepakt in verband met de verdwijning van drie buitenlanders. Door tussenkomst van de eigen inlichtingendienst van Bouterse werden de drie opgespoord, waarna Dino en De Zeeuw werden vrijgelaten.
In 1998 werd hem een visum naar Nederland geweigerd. Begin 1999 werd hij wel in Nederland toegelaten om te getuigen in het drugsproces tegen Desi Bouterse, maar op 6 februari 1999 werd hij zelf door de CoPa opgepakt als verdachte. Hij zat tot juni dat jaar in voorarrest, voor hij wegens gebrek aan bewijs werd vrijgelaten. Kort daarna werd Bouterse bij verstek veroordeeld wegens betrokkenheid bij de drugshandel. Marcel Zeeuw gold als een van de vertrouwelingen van Bouterse.
Zeeuw stond bekend als een weinig stabiele figuur, die na zijn aanhouding in Nederland gezondheidsproblemen kreeg ten gevolge van een post-traumatische stress stoornis (PTSS) in verband met de Binnenlandse Oorlog.
Na enige tijd ziek te zijn geweest overleed Zeeuw thuis op 61-jarige leeftijd.